# Mara Lamut
Mara Lamut, slovenska učiteljica, pesnica in pisateljica, * 24. oktober 1884, Postojna, † 27. januar 1970, Ljubljana. 
Mara Lamut, rojena Bučar, je bila hči Franca Bučarja, po poklicu nadzornika nasipov. Mati ji je bila Alojzija (rojena Jager). Ljudsko šolo je obiskovala v rojstnem kraju, meščansko v Novem mestu, učiteljišče pa je končala leta 1903 v Gorici. Kot učiteljica je službovala v raznih krajih (Stari trg pri Poljanah, Radovica pri Metliki, Bela Cerkev). Leta 1910 se je poročila z Ivanom Lamutom in se preselila v Trst kjer je živela do 1. svetovne vojne, po vojni pa se je stalno naselila v Ljubljani. Pesniti je začela že v meščanski šoli. Med šolanjem v Gorici je sestavila knjižico pesmi Valovi mladostne sanjarije. Do prve svetovne vojne je sestavila še dve knjižici (Izza osamelih dni in Izza osamelosti). Leta 1907 je začela pesmi objavljati v časopisu Slovenec. V koledarju Družbe svetega Cirila in Metoda in Slovenskem narodu pa je objavila več prigodnic. V njih je opevala razne zgodovinske dogodke in osebnosti ter svojce. Leta 1935 je v Ljubljani pri založbi Belomodra knjižnica izšla njena pesniška zbirka Breze in bori v kateri je povezala belokranjske breze in kraške bore. Pod vplivom Ivana Cankarja, katerega je osebno poznala, izhajajo njene pesmi iz moderne. Njeno literarno delo je prežeto z razglabljanjem o usodi slovenskega naroda in socialno obarvano. Po odhodu iz Trsta je v njenih pesmih prisoten patriotični moment, posebno glede Primorske in drugih obrobnih  krajev, ki so ostali zunaj matične domovine. Lamutova je pisala tudi pripovedne spise (Iz Doline, Breze, Poljsko cvetje, Poročno naznanilo, Petričev Andrejc, Na klancu, Brez zavetja in druge), ki so bili objavleni v raznih listih in revijah. Nekatera dela so bila objavljena pod psevdonimom Marica Bučarjeva. Med 2. svetovno vojno je bila povezana z Osvobodilno fronto in znana kot »partizanska mamica«. 